# Haeckelstraße (Weimar)
In der Südstadt von Weimar befindet sich die am 25. April 1946 nach dem berühmten Jenaer Zoologen Ernst Haeckel benannte Haeckelstraße. Die Haeckelstraße ist eine zwischen der Ludwig-Feuerbach-Straße und der Helmholtzstraße parallel zur benachbarten Belvederer Allee verlaufender Straßenzug. Sie ist eine Anliegerstraße und liegt im Postzahlenbereich 99425.
In der Haeckelstraße 12 wohnte der Oberspielleiter Ernst Kranz der Staatskapelle Weimar. Bekannter war aber der Maler der Weimarer Malerschule Max Thedy, der in der Haeckelstraße 20 wohnte, wie eine dortige Gedenktafel zu erkennen gibt.
Die Haeckelstraße steht auf der Liste der Kulturdenkmale in Weimar (Sachgesamtheiten und Ensembles). Einzelobjekte hingegen sind auf der Liste der Kulturdenkmale in Weimar (Einzeldenkmale) nicht verzeichnet. Das ist insofern erstaunlich als sich hier anspruchsvolle Art-déco-Villen wie u. a. Haeckelstraße 15 befinden.